# Ян Фурток
Ян Фу̀рток (на полски: Jan Furtok) е полски футболист, нападател, роден на 9 март 1962 г. в Катовице.

## Спортна кариера
Професионалната кариера на Фурток започва през 1977 в ГКС Катовице. Там е титуляр от 1982-ра. В периода 1985 - 1987 отборът му три пъти поред играе финал за Купата на Полша, но само веднъж — през 1986 успява да я спечели. През 1988 преминава в Хамбургер, където прекарва пет години, а най-големият му успех е четвъртфинал за Купата на УЕФА. При дебюта си на 29 октомври 1988 срещу Карлсруе отбелязва гол при равенството 1:1. През сезон 1990-1991 става втори голмайстор на Бундеслигата с 20 гола, като рекорда му за голове от полски футболист в германско първенство е подобрен от Левандовски през 2011, който отбелязва 23 гола. През 1993 - 1995 играе за Айнтрахт Франкфурт. С този отбор също играе четвъртфинал за Купата на УЕФА. През 1995 се завръща в ГКС Катовице, където играе до края на кариерата му през 1998 г. Президент на отбора.
За Полша има 36 мача и 10 гола. Участва на Световно първенство-Мексико1986. Поставен е в класация с Марадона и Меси за най-добър гол с ръка за всички времена с попадението му срещу Сан Марино.

## Успехи
- 1 х Носител на Купата на Полша: 1986
- 2 х Финалист за Купата на Полша: 1985 и 1987